# Арік-ден-ілі
Арік-ден-ілі — цар стародавньої Ассирії. Його правління припадало приблизно на кінець XIV століття до н. е.

## Правління
За його правління Ассирія зазнала суттєвих поразок від каситського царя Вавилонії Назі-Марутташа. Однак, Арік-ден-ілі зміг розширити свої володіння за рахунок набігів на територію Мітанні, де він захопив область Кадмухе й інші області, довівши кордон Ассирії на південному заході до середньої течії Євфрату. У той період ассирійці здійснювали походи в гори Загроса та проти кочівників ахламеїв (пізніше називались арамеями) й сутіїв.